# Mark Bennett
Mark Bennett (3 de fevereiro de 1993) é um jogador de rugby escocês, medalhista olímpico

## Carreira
Mark Bennett intregrou o elenco da Seleção Britânica de Rugbi de Sevens, na Rio 2016, conquistando a medalha de prata.